# Лузонская водяная крыса
Лузонская водяная крыса (лат. Chrotomys silaceus) — вид грызунов семейства мышиных.
Вид встречается только на Филиппинах. Ареал ограничивается Центральными Кордильерами на севере острова Лусон. Этот вид известен только из четырёх мест, разбросанных в диапазоне 1800—2500 м над уровнем моря.
Это грызун небольшого размера, с общей длиной тела 239—299 мм, длина хвоста 97—121 мм, длина стопы 34—39 мм, длина ушей 19—23 мм, масса до 160 г.
Тело крепкое. Мех длинный, мягкий, густой и бархатистый. Окраска спины тёмно-серая с беловатыми волосами, брюхо немного светлее с желтоватым оттенком.
Его естественной средой обитания является субтропический или тропический сухой лес. Живёт в густой растительности в высокогорных переходных горно-моховых и лесных биотопах. Питается дождевыми червями.
У одной самки наблюдались два эмбриона.